# 安德烈·雪铁龙

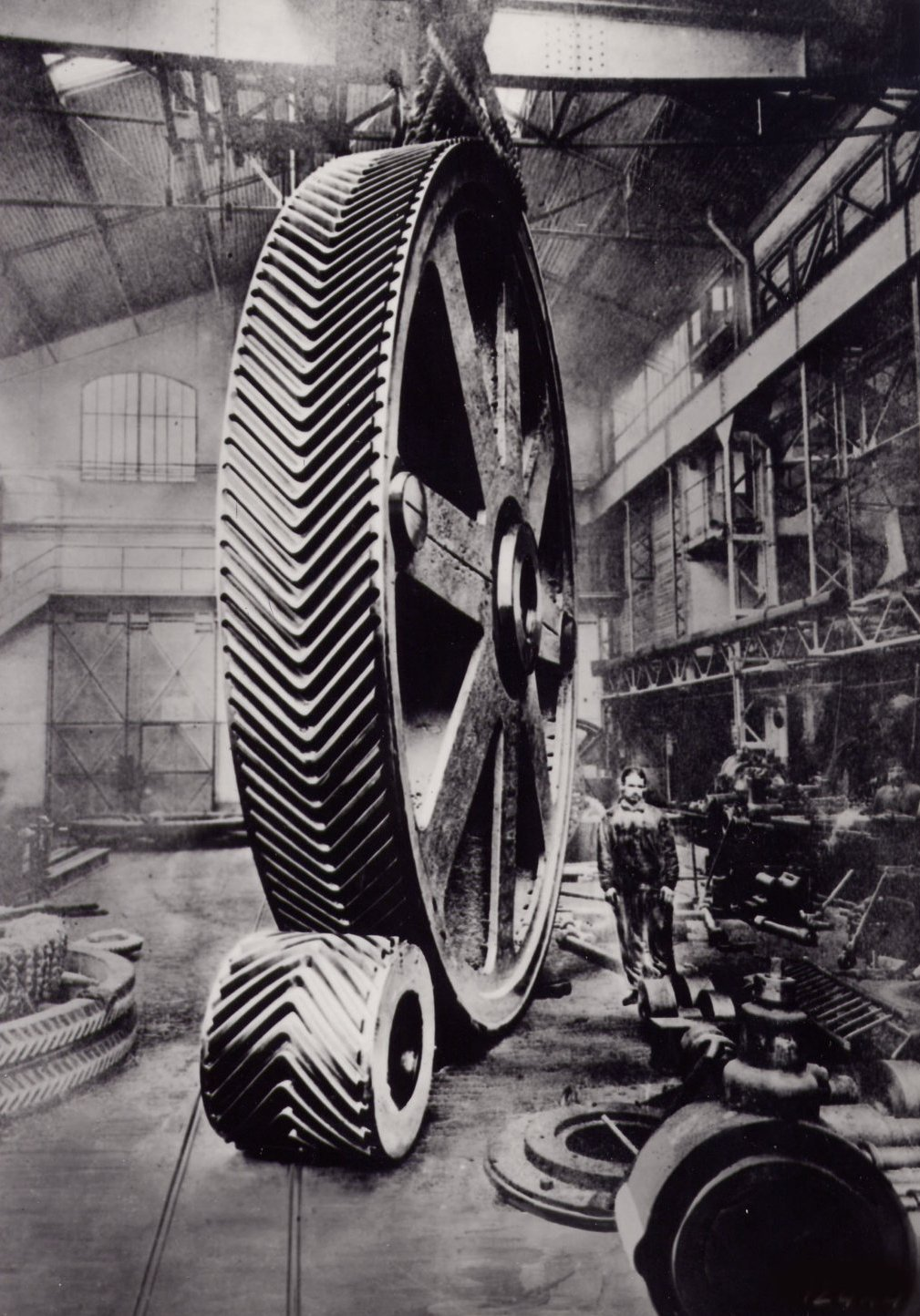

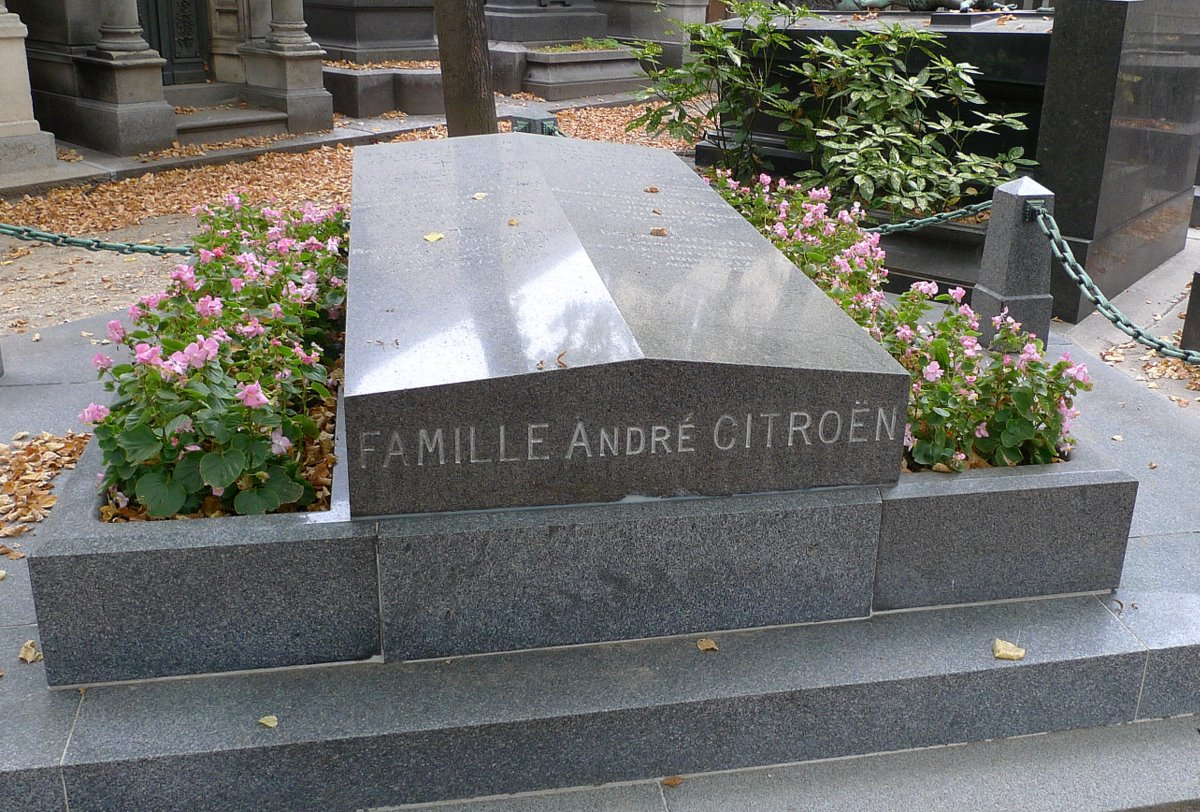

安德烈·雪铁龙 (André-Gustave Citroën；法語：[ɑ̃dʁe ɡystav sitʁɔɛn]; 1878年2月5日 – 1935年7月3日），是著名的法国企业家，汽車品牌雪铁龙的創辦人。父母是分別是荷兰移民和波兰犹太人。

## 生平
安德烈·雪铁龙于1878年出生于巴黎的一个犹太人家庭，是家中五个子女中最小的一个。父亲 Levie Citroen 是来自荷兰的钻石商人，母亲Masza Amelia Kleinman 则来自波兰华沙。
雪铁龙一家于1873年从华沙移居巴黎。雪铁龙这个姓氏来自祖父，他是荷兰的蔬菜水果商和热带水果销售商，原本姓Limoenman（荷兰语“石灰人”），他的儿子改为Citroen（“柠檬”）。
他是英国哲学家阿尔弗雷德·朱勒斯·艾耶尔爵士的表哥。
他的父亲在安德烈六岁时自杀，是在南非的钻石矿生意失败之后。年轻的安德烈受儒勒·凡尔纳作品的启发，又看到为世界博览会而兴建的埃菲尔铁塔，使他想成为一名工程师。安德烈于1900年毕业于巴黎综合理工学院。那一年，他访问了波兰，那是他最近去世的母亲的出生地。在那个假期里，他看到一个木匠加工一组带有“鱼骨”结构的齿轮。这些齿轮噪音较小，效率更高。雪铁龙花了很少的钱就购买了该专利，
1908年，他被任命为Mors汽车公司的董事长，在那里他非常成功。 在第一次世界大战期间，他负责武器的大量生产。雪铁龙在战争期间赢得了国际声誉，并成为法国领头的生产厂商。他的活动涉及雷诺工厂，该工厂在战争期间雇用了35,000名军人制造弹药。1919年，雪铁龙成为巴黎Societe Française Doble 的董事之一，在法国制造蒸汽汽车。
1919年，雪铁龙成立了雪铁龙汽车公司，到1930年代初（特别是1932年）成为全球第四大汽车制造商。
1934年，因开发成本而导致破产，由主要债权人米其林接管，后者为汽车提供轮胎。
1935年，安德烈·雪铁龙因胃癌在法国巴黎去世，埋葬在蒙帕纳斯公墓，葬礼由巴黎首席拉比主持。

## 遗产
1958年10月9日，在巴黎车展进行期间，巴黎市议会将雅弗尔滨河路（Quai de Javel）重命名为“安德烈·雪铁龙滨河路”（Quai André-Citroën），以表彰他对巴黎十五区转型的贡献：这里的人原来从事市场园艺，是雪铁龙选择这里作为欧洲第一家量产汽车工厂的所在地。 这是这条街的第二次更名。1843年，命名为雅弗尔滨河路，以表彰建立的化工厂，该厂生产各种工业酸，其中包括众所周知的“雅弗尔水”（次氯酸鈉漂白剂）。
1992年，在巴黎十五区修建了以他名字命名的安德烈·雪铁龙公園，位于雪铁龙汽车制造厂的原址上。该厂在1970年代关闭，1976年至1984年间拆除。
1998年，安德烈·雪铁龙进入了美国密歇根州迪尔伯恩的汽车名人堂（Automotive Hall of Fame）。